# 反溫室效應
反溫室效應（英語：Anti-greenhouse effect）是一個新詞，用來描述使行星大氣層室溫冷卻的兩種不同效果的效應。不同於常見到的溫室效應，反溫室效應是唯一僅知道存在於太陽系中的一種情況。傳統的溫室效應發生是因為大氣層對太陽輻射是透明的，但對紅外線輻射卻幾乎是不透明。反溫室效應對陽光是不透明的，但紅外線可以穿透。

## 泰坦

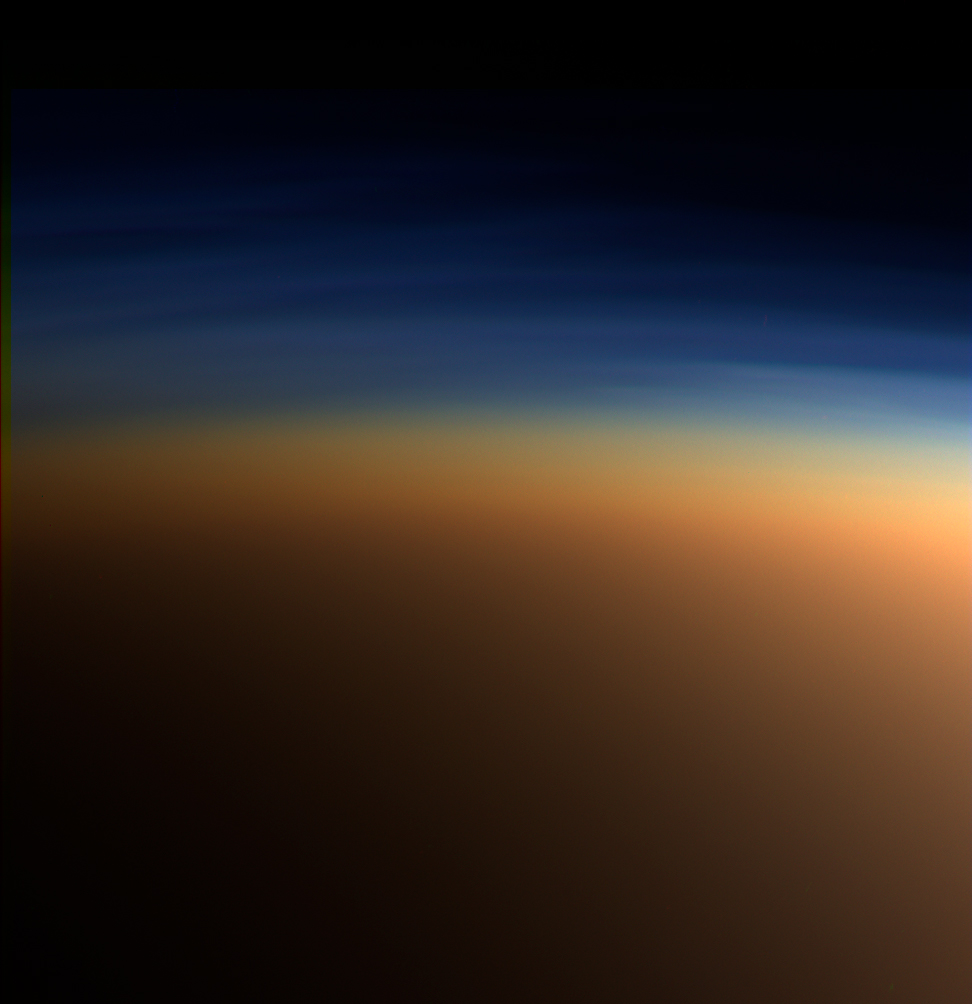
泰坦的"霾"。

在泰坦的霾中包含有機分子，在上大氣層吸收90%抵達的太陽能輻射，但捕獲表面紅外線輻射的效率不高。然而，巨大的溫室效應使泰坦的溫度高於熱平衡的溫度，依據McKay 等人的說法，在泰坦的"反溫室效應使表面的溫度降低了9K，而溫室效應使溫度增加了21K。淨效應是表面溫度（94K），比有效溫度的82K溫暖了12K。（也就是，會背離在大氣層中的平衡）。
此外，這種效應的持久性結果是氣象學的反演，在泰坦的斜溫層，大氣的對流層頂之上的溫度會隨著海拔高度的增加而增加。這種類型的反溫室效應只已知發生在泰坦上，但是它被認為類似於核子冬天的降溫效果。

## 冥王星
另一個不同的機制存在於冥王星，但這不是真正的反溫室效應。陽光照射在冥王星表面冰凍的氮造成昇華，這導致冥王星的表面溫度比衛星卡戎大約要低10℃（20℉）。昇華造成的冷卻類似於太陽輻射直接使地球上的冰蒸發，相反於霜的形成；然而當這發生於地球時不是反溫室效應。這種效應是使用在夏威夷的次毫米波陣列望遠鏡發現的。